# Viaduc de Beez
Le viaduc de Beez est un viaduc de Belgique assurant le passage de l'autoroute A4 (E411) Bruxelles-Luxembourg situé au-dessus de la Meuse à Namur, et plus précisément, à Beez.